# Жекие
Жекие (порт. Jequié) — муниципалитет в Бразилии, входит в штат Баия. Составная часть мезорегиона Юго-центральная часть штата Баия. Входит в экономико-статистический микрорегион Жекие. Население составляет 148 974 человека на 2006 год. Занимает площадь 3035,423 км². Плотность населения — 49,1 чел./км².
Праздник города — 25 октября.

## История
Город основан в 1897 году.

## Статистика
- Валовой внутренний продукт на 2005 год составляет 1 056 408,00 реалов (данные: Бразильский институт географии и статистики).
- Валовой внутренний продукт на душу населения на 2005 год составляет 7103 реала (данные: Бразильский институт географии и статистики).
- Индекс развития человеческого потенциала на 2000 год составляет 0,694 (данные: Программа развития ООН).

## География
Климат местности: полупустыня.